# Sadowaja (rejon orszański)
Sadowaja (biał. Садовая; ros. Садовая, Sadowaja) – wieś na Białorusi, w obwodzie witebskim, w rejonie orszańskim, w sielsowiecie Zubawa, nad Dnieprem. 